# Gerhard J. Rekel
Gerhard  Johannes Rekel (meist Gerhard J. Rekel oder Gerhard Rekel; * 1965 in Graz) ist ein in Berlin lebender österreichischer Wissenschaftsjournalist, Drehbuch- und Romanautor.

## Leben und Werk
Gerhard Rekel studierte an der Filmakademie Wien Drehbuch und Regie. Bereits seine Abschlusskomödie Trauma wurde zu der Biennale nach Venedig in die Reihe Finestra sulla imagini eingeladen und erhielt neben anderen Auszeichnungen eine British Academy of Film and Television Arts Nomination.
Danach unternahm er Studienreisen durch Indien, China und Südamerika. Seit 1997 lebt er in Wien und Berlin. Er verfasste Hörspiele und einige Theaterstücke, von denen Machiavellis Masseuse von der Jury des Thalia Theaters-Hamburg zu den besten vier Nachwuchsstücken 2004 gewählt wurde. Rekel schrieb Drehbücher zu zahlreichen Dokumentationen, von denen einige international ausgezeichnet wurden, u. a. erhielt er den "Preis für das beste Drehbuch" beim 8. European Archeological Film Festival in Athen und den "Preis des jungen Publikums" in Besançon. Er verfasste die Drehbücher zu Fernsehspielen und zur Fernsehreihe TATORT. Mehrere Romane sind erschienen: Zu seinem Thriller Der Duft des Kaffees, der ins Türkische und Koreanische übersetzt wurde, meinte der Wiener Standard: "Mit seinem intelligenten Roman könnte es Rekel gelingen, ein neues literarisches Genre zu etablieren – den Food-Thriller."
Seit 2006 lehrt Rekel als Gastdozent an der Donau-Universität Krems, Abteilung Film, Postgraduate, MA.
Im Herbst 2022 erschien von ihm "Monsieur Orient-Express". Es ist die weltweit erste Biografie über Georges Nagelmackers, der den "Orient-Express" auf die Schiene stellte und dem es gelang, nahezu alle Metropolen Europas mit Nachtzügen zu verbinden.
In der Süddeutschen Zeitung rezensierte Christiane Schlötzer: „Eine atemberaubende Geschichte, die einer Agathe Christie würdig wäre - nur ohne Mord.“
In der Zeit meinte Ulrich Stock: „Eine schöne Biografie. Akribisch recherchiert. Behutsam die Lücken gefüllt.“ Im Frühjahr 2023 wurde das Buch mit dem „ITB BuchAward 2023“ (Mitwirkung Börsenverein des Deutschen Buchhandels) in der Kategorie "Reisebuch" ausgezeichnet, der außergewöhnliche publizistische Leistungen im Bereich Reise & Tourismus würdigt. 2024 erschien das Buch auch in Englisch, Französisch und Niederländisch.
Rekel ist verheiratet und hat zwei Söhne.

## Werke

### Filmografie (Drehbuch und Regie) (Auszug)
- 1991: Trauma (32 Minuten) Drehbuch u. Regie[18]
- 1997: Tatort: Hahnenkampf, Regie: Hans Noever
- 1998: Achtung Grenze, Dokumentarfilm; Regie F. L. Schmelzer
- 1999: "Treibstoff" (Alarm für Cobra 11), Co: A.Hahn
- 2000: Universum: "Das Geheimnis der Gärten", mit André Heller[19]
- 2002: Tatort: Zartbitterschokolade, Regie: Erhard Riedlsperger
- 2003: Paradiesgärten (Kreuz & Quer) Regie: C. Kugler
- 2005: Die Minen des Hephaistos. Hightech in der Kupferzeit (Terra X), Regie: Gerhard Thiel und Gerhard Rekel
- 2006: Überdosis Warten (Doppelter Einsatz), Co. Pim Richter
- 2007: Das Bronze-Kartell – Wirtschaftsboom am Mittelmeer (Terra X), Regie: Franz Leopold Schmelzer
- 2010: Jagd nach dem goldenen Vlies (Terra X), Regie: Franz Leopold Schmelzer
- 2011: Tatort: Edel sei der Mensch und gesund, Coautorin: Dinah Marte Golch, Regie: Florian Froschmayer
- 2013: Der Tag, der alles ändert (In aller Freundschaft)[20]
- 2013: Das Rätsel der Mumien (Phänomenia) Servus TV
- 2014: Hitlers Madonna und die Retter der Raubkunst, ARTE Regie: P. Dormann[21]
- 2020: Orient Express – ein Zug schreibt Geschichte (Terra X), 60 Minuten, ZDF/ORF, Drehbuch und Regie[22]
- 2021: Kaffee – Geheimnisse eines Wundertranks Dokumentarfilm, 58 Min., Erstausstrahlung: 4. April 2021 im ZDF in der Reihe: Terra X

### Bibliografie (Auszug)
- Revanche. Verlag Das neue Berlin, Berlin 1996, ISBN 3-359-00833-2.
- Der Duft des Kaffees. dtv, München 2005, ISBN 3-423-24505-0.
- Die chinesische Dame. Styria, Wien u. a. 2013, ISBN 978-3-222-13413-5.
- Mona Lisas dunkles Lächeln, (mit Dodo Kresse) Styria, Wien 2014, ISBN 978-3-222-13447-0.
- Der Gott des Geldes. Verlag Wortreich, Wien 2018, ISBN 978-3-903091-46-7.
- Monsieur Orient-Express. Wie es Georges Nagelmackers gelang, Welten zu verbinden, Wien, Kremayr & Scheriau 2022. ISBN 978-3-218-01305-5.
- Lina Morgenstern: Die Geschichte einer Rebellin. Kremayr & Scheriau, Wien 2025, ISBN 978-3-218-01466-3.